# Psolus tuberculosus
Psolus tuberculosus är en sjögurkeart. Psolus tuberculosus ingår i släktet Psolus och familjen lergökar. Inga underarter finns listade i Catalogue of Life.